# Ludovic Zoretti
Ludovic Zoretti, né à Marseille le 29 juin 1880 et mort au camp de Carrère près de Villeneuve-sur-Lot le 22 janvier 1948, est un mathématicien, un syndicaliste universitaire français, un militant socialiste rallié à la Collaboration sous l'Occupation.

## Parcours scolaire et universitaire
Le père de Ludovic Zoretti, immigré italien travaillant comme commis dans une compagnie maritime de Marseille, décède alors que son fils n'a que trois ans. La situation sociale de sa famille s'en trouve aggravée, et celle-ci vit dans une véritable pauvreté.
C'est grâce à son succès au concours des bourses (il est reçu premier en 1890) qu'il peut entamer des études secondaires au lycée Thiers de Marseille, bachelier avec mention très bien en 1897, il est reçu deuxième à Polytechnique et premier à l'École normale supérieure de la rue d’Ulm en 1899, et choisit cette dernière école pour poursuivre ses études. Reçu premier à l’agrégation de mathématiques en 1902, il est bibliothécaire de la rue d’Ulm entre octobre 1902 et juillet 1904.
D'octobre 1904 à 1908, il est professeur au lycée de Rochefort et exerce en classe préparatoire à l'École navale. En janvier 1905, il devient docteur ès sciences de la Faculté des sciences de Paris. De 1908 à 1911, il est maître de conférences à l’université de Grenoble, puis de novembre 1911 à 1939, professeur de mécanique à la faculté des sciences de l’université de Caen. Il donna aussi des cours au Collège de France et publia de nombreux articles sur la théorie des fonctions.

## Parcours politique et syndical
Ludovic Zoretti mène un double engagement, à la fois politique et syndical.
Dans le domaine syndical, il adhère à la CGT en 1917 et fait figure d'exception dans un milieu social qui ne connaît alors quasiment pas le syndicalisme. Ayant fait le choix de rester à la CGT après la scission de 1921, il crée en son sein la fédération des membres des enseignements secondaire et supérieur, alors couramment appelée « fédération Zoretti ». Lorsque la transformation des amicales universitaires en syndicat permit la constitution d'une Fédération générale de l’enseignement (FGE) au sein de la CGT, il en fut le secrétaire de ses débuts en 1928 à 1939. Il parvient à y imposer sa thèse de « l'école unique », tournée vers l’émancipation des masses par l’éducation que l'on appellera plus tard collège unique. Il est l'auteur pour la CGT en 1931 d'un rapport « L'Éducation Ouvrière : La Création d'un Institut supérieur ouvrier et l'Éducation des Militants » à l'origine de la création des Collèges du travail et de l'Institut supérieur ouvrier.
Son travail théorique, exposé dans plusieurs ouvrages, dont Éducation (1918), L’Éducation nationale et le mouvement ouvrier en France (1925) ou Élite, sélection, culture (1935), est à la base des politiques menées par le Cartel des gauches et le Front populaire en matière éducative, et inspirera le Plan Langevin-Wallon.
Sur le plan politique, il est membre de la SFIO de 1914 à novembre 1939, secrétaire de la fédération socialiste du Calvados de 1915 à 1916 et en 1920, trésorier de la fédération socialiste du Calvados en 1930 et créa en 1921 le journal socialiste local, Le Pays normand. Il est le chef de file de cette fédération, assisté par une institutrice, Marie Langlois, secrétaire générale de la CGT du Calvados à partir de 1928. Il est vitupéré par les communistes du Calvados jusqu'à la formation du Front populaire.
Contrairement à la doxa marxiste, il estime en 1934 qu'« on ne saurait, je crois, prétendre ni que le fascisme est voulu, créé par le capitalisme, alors qu'il est né spontanément, en-dehors de lui, ni davantage que le fascisme exerce le pouvoir pour le compte du capitalisme ». En novembre 1935, Zoretti préside le Comité de vigilance des intellectuels antifascistes du Calvados.
Membre de l'aile gauche du parti socialiste, il collabore, notamment, au courant appelé la Bataille socialiste et, après l'exclusion en 1938 de la Gauche révolutionnaire, essaye de rassembler les pivertistes restés au sein de la SFIO.
Un certain anticommunisme, forgé au sein du syndicalisme confédéré (il était notamment membre de la tendance « Syndicats », liée à René Belin), le conduit à s'éloigner de l'antifascisme. Il écrit ainsi en 1939 dans Syndicats: « Notre adversaire, celui contre lequel nous luttons depuis que le mouvement ouvrier existe, c'est la ploutocratie, c'est le grand capitalisme financier. Il s'affuble volontiers d'un masque démocratique, mais cela ne doit donner aucune illusion (...) Contre elle se dressent les grandes forces révolutionnaires. (...) Tout ce qui tend à réduire la ploutocratie est révolutionnaire. Le fascisme, l'hitlérisme sont des forces révolutionnaires ». Ou bien encore, après le Pacte germano-soviétique et le partage de la Pologne entre l'Allemagne nazie et l'URSS de Staline : « Abattre Hitler ne servirait à rien si, le régime disparu, le régime stalinien restait debout et menaçant. (...). N'importe quel régime nous semble préférable au régime révolutionnaire stalinien ».
Son pacifisme intransigeant et anticommuniste l'amène à s'opposer à toute aide militaire à l'Espagne. Au lendemain de l'Anschluss, il adhère à un Comité syndical d'action contre la guerre. Il n'hésite pas à dénoncer Léon Blum. Au plus fort de la crise tchèque, en septembre 1938, il explique dans le journal de la fédération socialiste du Calvados qu'Hitler ne serait pas le seul responsable si une guerre éclatait, que ceux qui ont voulu le traité de Versailles porteraient une part de responsabilité [la SFIO a voté contre ce traité], comme également les gouvernements français successifs, y compris celui de Blum: « « Oui, Blum, si la guerre éclatait, vous en porteriez la responsabilité (...). Vous ne deviez pas (...) céder au courant stalinien qui pousse à la guerre avec une volonté si manifeste ». Et il va jusqu'à écrire: « Le peuple français n’est pas prêt à faire la guerre et à détruire une civilisation pour rendre la vie plus facile aux cent mille juifs des Sudètes » ». Après le pacte germano-soviétique, il écrit dans Le Pays normand : « Triomphons modestement ! Et réglons les comptes : le premier compte à régler est avec le PCF, le second avec Blum ».
Ses propos antisémites lui valent d'être suspendu provisoirement de tous ses mandats au sein de la SFIO, puis de perdre la direction de la FGE-CGT. Il se défend néanmoins de tout antisémitisme et se réconcilie avec le président de la Ligue internationale contre le racisme et l'antisémitisme Bernard Lecache en décembre 1938, ce dont témoignent deux lettres.
Il reste membre de la SFIO et anime avec Maurice Deixonne, au lendemain des Accords de Munich, le courant « Redressement » qui soutient une motion pacifiste, très minoritaire, au congrès de Montrouge de décembre 1938 puis au 36e congrès national de la SFIO de Nantes en 1939. Selon Pascal Ory, il aurait prôné le désarmement unilatéral lors du congrès de Nantes. Il est désigné à l'issue du congrès membre de la commission administrative permanente (CAP) de la SFIO, en tant que membre de la tendance Redressement.

### Un pacifiste dans les débuts de la Seconde guerre mondiale
Une fois la guerre déclarée, il prend contact avec le président des socialistes suisses pour demander une intervention des pays neutres afin que soient acceptées les futures propositions de paix d'Hitler, une fois la Pologne vaincue. Il veut « empêcher de trop grosses sottises, par exemple la constitution d'un cabinet dans lequel Blum et Herriot rivaliseraient en ce qui concerne l'excitation au meurtre collectif ». Lorsque sa lettre est rendue publique, elle fait scandale car il s'oppose aux décisions de son parti et insulte Blum. Il est alors exclu de la CAP et traduit devant la commission des conflits de la SFIO. Il justifie sa lettre en tentant de compromettre le secrétaire général du parti, Paul Faure, chef de file des pacifistes modérés au sein du parti : il aurait été d'accord avec l'idée d'accepter les propositions d'Hitler et lui aurait confié : « Sais-tu les deux hommes que je considère comme les plus dangereux à l'heure actuelle ? C'est Blum et Herriot. (...) Et Blum, vice-président du conseil, installant tout Israël avec lui. C'était la guerre sans fin ». Il est alors exclu de la SFIO par la commission nationale des conflits du parti.

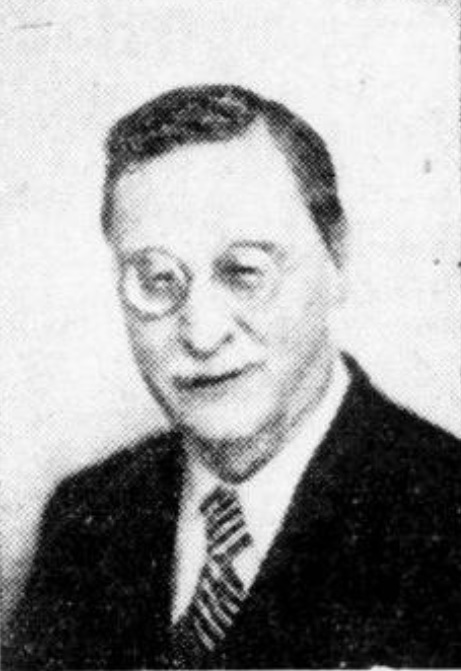
Ludovic Zoretti en 1941.

Son nom apparaît en outre parmi les signataires du tract « Paix immédiate » de Louis Lecoin,. Cela lui vaut d'être suspendu de ses fonctions de professeur de la faculté des sciences de Caen et de directeur de l'Institut technique de Normandie le 18 décembre 1939, avec privation de traitement, et d'être mis en accusation devant le Tribunal militaire de Rouen, pour avoir diffusé un bulletin jugé défaitiste, qui le condamna à six mois de prison avec sursis et 8 000 F d’amende. Le gouvernement de Vichy refuse en octobre 1940 sa réintégration dans l'Université en raison de son passé de militant socialiste et syndicaliste. Un décret le révoque le 9 décembre 1940 mais ce décret est rapporté en mars 1941 : il est mis en retraite.
Dans un texte qu'il écrivit pendant sa détention, en 1947, il exprime des vues fortement marquées par l'antisémitisme, expliquant la ligne politique des dernières années de la SFIO d'avant-guerre par la mainmise de « la juiverie belliciste » sur le parti.

### Ralliement à la Collaboration

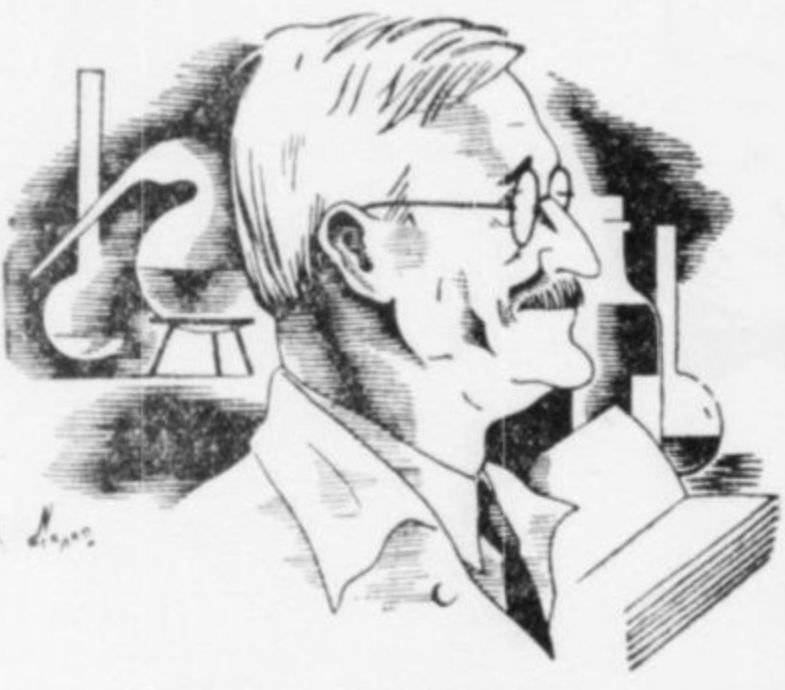
Dessin de Ludovic Zoretti dans L'Atelier du 26 juillet 1941.

Rallié à la Collaboration du fait de son pacifisme radical, par anticommunisme, parce qu'il juge favorablement la politique sociale du national-socialisme et parce qu'il est désormais partisan d'un socialisme national et autoritaire, il rejoint en février 1941 un parti collaborationniste, le Rassemblement national populaire (RNP) de l'ancien socialiste Marcel Déat. Il fonde une section dans le Calvados. Il est un dirigeant du parti (l'un des 15 membres de la commission administrative) et son délégué pour la zone sud, car il s'est installé à Antibes (Alpes-Maritimes) en juin 1941. Il collabore aussi, comme Marie Langlois, à l'Union de l'enseignement, l'organisation universitaire du RNP et s'adresse aux étudiants des Jeunesses de ce parti. Il fait partie aussi du milieu syndicaliste rallié au RNP. Il collabore ainsi à L'Atelier, hebdomadaire des syndicalistes de gauche collaborationnistes, et au Centre syndicaliste de propagande.
Il est réintégré dans l’enseignement en avril 1944. Marcel Déat, devenu ministre du travail de Pierre Laval, l'intègre à son cabinet et lui confie le projet de création d'une université ouvrière. Puis il le nomme début août 1944 secrétaire général du Conseil supérieur du travail, peu de temps avant l'effondrement du régime de Vichy.
Le nouveau pouvoir issu de la Libération le suspend de ses fonctions de professeur d'université en octobre 1944. Condamné à mort par contumace pour collaboration en juin 1946 par la Cour de justice de Caen, il est arrêté quelques jours plus tard dans le Var où il se cachait avec Marie Langlois. Il est jugé à nouveau et condamné en sa présence à huit ans de réclusion et à l’indignité nationale (peine relevée peu de temps après), en octobre 1946. Il fut incarcéré à Draguignan, puis Caen, Fresnes et enfin au camp de Carrère (Lot-et-Garonne) où il mourut le 22 janvier 1948.